# Мисисипи (Онтарио)
Река Мисисипи је притока реке Отаве која се налази у Источном Онтарију, у Канади, која нема везе са реком Мисисипи у САД. Њена дужина је 200 km (120 mi) од извора на језеру Маквој, има површину дренаже од 4.450 km2 (1.720 sq mi) и има проток од 40 кубних метара у секунди. У сливу се налази више од 250 језера.
Заједнице дуж реке, укључујући и село Ланарк, градове Карлтон Плејса, Мисисипи Милса, (укључујући градове Алмонте и Пакенхам) и Галета. Овде се улива у реку Отаву.

## Етимологија
Порекло имена је мистерија; иако по њеном тренутном називу можемо протумачити да потиче од много даљег „рођака“, то је сигурно преузето од другог матерњег језика, јер превод „велика вода“ се не може односити на мању притоку Отаве, већ на дефинитивно највећу реку на овом подручју.
Уместо тога, име можда потиче од Мацина што се односи на пикторграфије које су пронађене у језеру Мацина, али то још није доказано.

## Опис
Од свог водостаја на језеру Маквој до ушћа у реку Отава близу луке Фитзрои, река се спушта на надморску висину од 200 метара. Почиње на Канадском штиту, углавном гнајс (енгл. „gneiss“) и мермер, а затим после Карлтон Плејса тече кроз глинене равнице.
На Карлтон Плејсу постоје брзаци са кречњачким литицама. Ово подручје подржава највећи број стабала коприве у региону. Већи део горњег пејзажа представља већином листопадна шума у којој доминирају шећерни јавор, америчка буква и црвени храст. У једном тренутку, шуме су имале много више источног отровног биља. Већина шума је стара мање од једног века.
Неправилан терен горњег слива произведен је остацима древног планинског ланца, планине Гренвил, која је настала на „суперконтиненту“ Родиниа пре више од милијарду година. Ове планине су од тада еродирале углавном брдима гнајса и мермера. Ниже у сливу има млађих кречњачких стена. Већина њих прекривена је глином која се таложила када је ово подручје прекрило Шампињско море.
Повремено се појаве велике мочваре дуж реке. Једна од највећих мочварних подручја су Инисвил мочваре (енгл. Innisville Wetlands), провинцијално значајна мочварна подручја која су такође означена као подручје од природног и научног интереса. Друга велика мочвара  је Аплетон Силвер Мапл Свамп ( енгл. Appleton Silver Maple Swamp). Ове мочваре зависе од сезонских циклуса реке. Високи нивои воде у пролеће преплављују велике површине мочвара. Како ниво воде полако опада јављају се услови погодни за мочварне шуме. Ова природна измена између високог и нижег нивоа воде је од суштинске важности за стварање природне разноликости мочварних подручја дуж реке.
Узводно, у округу Ланарка, постоје два дела реке која су важна за њихове биљне заједнице. Први део укључује источни крај језера Далхузи (енгл. Dalhousie) и део мочваре и мочварне обале реке Мисисипи, од језера скоро до брзака Шериденс ( енгл. Sheridans Rapids). Плитка језера и суседна река чине значајно мочварно језеро Меккулокс Мад (енгл. McCullochs Mud Lake Wetland) . Други део је каменит, „брзо напуњен“, део реке од Шериденса (енгл. Sheridans Rapids) па све до Плејфервила (енгл. Playfairville). Овде су мале популације необичних врста, укључујући Parnassia giauca (травнаста биљка), Piatanthera fiava (орхидеја) и Spiranthes lucida.
Низвондо, где се Мисисипи улива у реку Отаву налази се неколико важних обалних линија и мочварних подручја, која има богату водену флору преко маморног корита и у њој живи мошусна корњача (енгл. musk turtle)
Првобитно су речни брзаци покретали реку. Данас, они пружају хидроелектричну снагу. Такве бране за енергију су из реке избациле америчке јегуље. Те јегуље су некада биле богат извор хране за абораџинску популацију, као и извор хране за велике плаве чапље, видре и друге животиње. Уз реку има много важних природних подручја. Област Пурдон подржава највећу Канадску колонију орхидеја, која се састоји од око 16000 биљака.
Река има изненађујућу разноликост корњача, укључујући обојене корњаче, Блатингове корњаче и мошусне корњаче. Оне се сматрају угроженим врстама вероватно зато што су настањивале плаже које су деградиране од стране људи.